# The Big Challenge
| Wettbewerbsdaten         | Wettbewerbsdaten                                                    |
| ------------------------ | ------------------------------------------------------------------- |
| Titel:                   | The Big Challenge                                                   |
| Länder (Erstaustragung): | Frankreich (1999), Deutschland (2005), Polen (2005), Spanien (2007) |
| Länge:                   | 45 Minuten (Schulstunde)                                            |
| Austragungsturnus:       | jährlich im Mai                                                     |

The Big Challenge (engl.: Die große Herausforderung) ist ein europaweiter Englischwettbewerb für Schüler der 5. bis 9. Klasse. 
Bei dem jährlich im Mai ausgetragenen Wettbewerb handelt es sich um ein Multiple-Choice-Quiz, bei dem die Schüler die einzig richtige aus vier vorgegebenen Antworten finden müssen. Das Quiz besteht aus 45 
Fragen, die sich mit Grammatik, Vokabeln, Aussprache und Landeskunde der englischsprachigen Länder beschäftigen. Europaweit lag die Teilnehmerzahl im Jahr 2009 bei 600.000 Schülern in drei Ländern, darunter auch Deutschland.

## Geschichte
| Challenge Day                                                      | Teilnehmerzahlen | Teilnehmerzahlen | Teilnehmerzahlen | Teilnehmerzahlen |
| Challenge Day                                                      | FRA              | DEU              | POL              | ESP              |
| ------------------------------------------------------------------ | ---------------- | ---------------- | ---------------- | ---------------- |
| 18. Mai 1999                                                       | 15.000           | –                | –                | –                |
| 16. Mai 2000                                                       | 190.000          | –                | –                | –                |
| 10. Mai 2001                                                       | 280.000          | –                | –                | –                |
| 7. Mai 2002                                                        | 340.000          | –                | –                | –                |
| 12. Mai 2003                                                       | 355.000          | –                | –                | –                |
| 7. Mai 2004                                                        | 350.000          | –                | –                | –                |
| 12. Mai 2005                                                       | 355.000          | 20.000           | 50.000           | –                |
| 11. Mai 2006                                                       | ?                | 65.000           | 60.000           | –                |
| 10. Mai 2007                                                       | 340.000          | 115.000          | –                | 10.000           |
| 6. Mai 2008                                                        | 335.000          | 180.000          | –                | 20.000           |
| 7. Mai 2009                                                        | 330.000          | 230.000          | –                | 30.000           |
| 6. Mai 2010                                                        | 325.000          | 275.000          | –                | 40.000           |
| 12. Mai 2011                                                       | 310.000          | 295.000          | -                | 40.000           |
| Die Teilnehmerzahlen in den Länderspalten sind auf 5.000 gerundet. |                  |                  |                  |                  |

### Frankreich
Ursprünglich entwickelte eine Gruppe französischer Englischlehrer das Quiz als landesweiten Vergleich der Englischkenntnisse, da sie der Meinung waren, die Schüler so besonders zu motivieren. Am 18. Mai 1999 fand der Wettbewerb zum ersten Mal statt, in ganz Frankreich nahmen zunächst 17.493 Schüler aus der Sixième bis zur Trosième teil. Da schon die Erstaustragung erfolgreich verlief, wurde in den folgenden Jahren eine Gesellschaft unter dem Namen The Big Challenge gegründet, nach der der nun immer teilnehmerstärkere Wettbewerb benannt wurde. Schon in den ersten Jahren war das Reglement in nahezu allen Punkten gleich den heutigen Regeln. Im Jahr 2000 stieg die Anzahl der Teilnehmer auf 200.000 Schüler aus 30 Prozent der französischen Collèges am Wettbewerb, die auf der Homepage veröffentlichten Lehrerstimmen waren ausschließlich positiv. Nachdem die Zahl 2001 auf knappe 300.000 Teilnehmer gestiegen war, begannen auch die Regionalzeitungen über den Big Challenge zu berichten.
Auch 2002 hielt die starke Zunahme der Teilnehmerzahl weiter an, erst 2003 schwächte sie ab und 2004 stagnierte sie bei etwa 350.000 teilnehmenden Schülern. Der französische Big Challenge 2004 stand zudem im Zeichen der hundert Jahre zuvor unterzeichneten „Entente Cordiale“ zwischen Großbritannien und Frankreich und damit der Freundschaft beider Länder. Im Jahr 2005 wurde mit 355.000 Schülern der bisherige Höhepunkt der Teilnehmerzahl erreicht, seitdem sinkt sie schwach und lag beim Big Challenge 2010 bei 325.000 Schülern, in 2011 nur noch bei 310.000.

### Deutschland
Als erstes Land übernahm Deutschland Ende 2004 die französische Idee vom englischsprachigen Multiple-Choice-Quiz ohne Änderungen des Reglements. Beim ersten deutschen Big Challenge machten in etwa ebenso viele Schüler mit wie bei der ersten französischen Austragung, die Teilnehmerzahl lag bei 20.000. Im darauffolgenden Jahr verdreifachte sich die Zahl auf 65.000 Schüler. Deutschland sorgte zudem im Jahr 2007 für eine Neuheit im Reglement. Da es dort – anders als in Frankreich, wo das Collège eine Gesamtschule ist – eine Trennung zwischen Gymnasium sowie Realschule, Hauptschule und weiteren Schultypen gibt, führten die Organisatoren eine Regelung ein, nach der die Gymnasiasten in einer eigenen Kategorie, der Marathon-Klasse starteten. Die anderen Schulformen bestritten von nun an einen eigenen Wettbewerb, sodass doppelt so viele Preise vergeben werden konnten. Als Resonanz erhielten die Organisatoren nach eigener Aussage ausschließlich positive Reaktionen. Beim Big Challenge 2008 stieg die Teilnehmerzahl noch einmal auf 180.000, was bedeutete, dass neunmal so viele Schüler am Wettbewerb teilnahmen wie bei der Erstaustragung in Deutschland 2005. In den zwei darauffolgenden Jahren erhöhte sich die Anzahl der teilnehmenden Schüler um weitere knappe 100.000, sodass sie im Jahr 2010 etwa 275.000 betrug. 2011 stieg sie erneut auf etwa 300.000 Schüler.

### Polen
Gleichzeitig mit Deutschland übernahm auch Polen 2005 die Idee des Big Challenges. Das erste Jahr verlief mit großem Erfolg für Polen, hier bestritten 50.000 Teilnehmer das Quiz. Die hohe Teilnehmerzahl sowie das Konzept des Wettbewerbs überzeugten das Bildungs- und Sportministerium Polens, das den Big Challenge im Juni 2005 auf die Liste der empfohlenen Lehrmittel für die Schule setzte. Am Big Challenge 2006 nahmen 60.000 polnische Schüler teil und damit etwa so viele wie in Deutschland. Dennoch fiel der Wettbewerb 2007 aus organisatorischen Gründen aus. Auch der Plan, den Big Challenge ab 2008 wieder durchzuführen, konnte nicht erfüllt werden.

### Spanien
Als viertes Land trat Spanien Anfang 2007 dem Wettbewerb bei. Da Polen ab jenem Jahr ausfiel, blieb die Anzahl der teilnehmenden Länder jedoch bei drei. Im ersten Jahr lag die Zahl der Schüler bei 8.000 und damit deutlich unter den Debüt-Teilnehmerzahlen von Deutschland und Polen. Beim Big Challenge 2008 verdreifachte sich die Anzahl der teilnehmenden Schüler fast auf 20.000, auch 2009 und 2010 hielt der Anstieg mit nun 30.000 beziehungsweise 40.000 Schülern an. 2011 stieg die Teilnehmerzahl nicht weiter an.

## Zeitplan
In den meisten Jahren beginnt die Anmeldefrist im September, also etwa acht Monate vor dem Challenge Day. Spätestens im März müssen sich die Schulen angemeldet haben, Ende April sollten auch die Vorbereitungen abgeschlossen sein, ehe im Mai der Wettbewerb stattfindet. Kurz danach sind die Lösungen sowie – meistens einen Monat nach dem Big Challenge – die persönlichen Ergebnisse im Internet abrufbar, ab Mitte Juni werden die Preise an die Schulen verschickt. Während der Challenge Day in allen Ländern auf den gleichen Tag fällt, können sich die Auswertungen je nach Teilnehmerzahl um einige Tage verschieben.

### Anmeldung und Vorbereitung
Ab Anfang September sind die Anmeldeformulare online abrufbar, doch erst Ende November erhalten die Schulen die kompletten Dossiers und die gedruckten Formulare. Anmelden können sich alle Schüler der 5. bis 9. Klassen, die Englisch als Unterrichtsfach haben und es weder als Hauptsprache im Unterricht (auf internationalen Schulen) noch als Familiensprache – als Kind englischstämmiger Eltern – sprechen. Nach diesen Kriterien irrtümlich gemeldete Schüler werden außer Konkurrenz gewertet, das Gleiche gilt für frühere Bundes- oder Europasieger. Diese können somit nur einmal den Hauptpreis gewinnen, bei den folgenden Big Challenges rücken die hinter ihnen platzierten Schüler auf.
Bis Ende Januar wird ein Koordinator für die gesamte Schule ernannt, der den Wettbewerb organisiert. Damit eine Schule überhaupt zum Big Challenge zugelassen wird, muss eine bestimmte Anzahl von Schülern teilnehmen. In Deutschland und Spanien liegt sie im Jahr 2009 bei 35 Teilnehmern, in Frankreich bei 25. Ist die tatsächliche Teilnehmerzahl geringer, muss ein Zusatzbeitrag gezahlt werden. Der erwünschte Anmeldeschluss liegt Ende Januar, der endgültige Anfang März. Im März und April ist der Koordinator dafür zuständig, dass Räume und Lehreraufsichten bereitgestellt sind. In dieser Zeit werden auch die Fragebögen an die Schule versandt, auch hierfür ist der Koordinator bestimmt.

### Wettbewerb
Während einer Schulstunde des Challenge Days zwischen Anfang und Mitte Mai wird der Test mit den teilnehmenden Schülern in der Schule durchgeführt. Die Anzahl der Räume und somit auch der Aufsichten ist je nach Schülerzahl unterschiedlich. Kann der vom Veranstalter festgelegte Termin nicht erfüllt werden, darf die Schule nach einer Sondergenehmigung den Wettbewerb vor-, jedoch nicht nachverlegen. Nachdem die Fragebögen mit Anweisungen sowie die Antwortzettel verteilt wurden, kreuzen die Schüler ihre Antwortbuchstaben auf dem Antwortzettel an. Zusätzlich müssen Name, Klasse, Geburtsdatum sowie der Big-Challenge-Code der Schule angegeben werden, damit der Wettbewerb korrekt ausgewertet werden kann. Während des Wettbewerbs darf kein Hilfsmittel, wie beispielsweise ein Wörterbuch, verwendet werden. Möglichst noch am Challenge Day sollen die Antwortsbögen an die Veranstalter verschickt werden.

### Auswertung und Preise
Im darauf folgenden Monat werden die Antworten ausgewertet und die Ranglisten erstellt. Die Antworten und die Ergebnisse werden am gleichen Tag veröffentlicht. Für die Punktzahlen gilt dabei, dass die 54 Fragen in jeweils 18 Vier-Punkte-, Fünf-Punkte- und Sechs-Punkte-Fragen unterteilt sind, die mit aufsteigender Punktzahl immer schwerer werden. Für eine falsche Antwort wird jeweils ein Viertel der zu erreichenden Punktzahl abgezogen, einer Nichtbeantwortung folgt keine Veränderung der Punktzahl. Die Endpunktzahl wird anschließend um jeweils 80 Punkte erhöht, sodass die Maximalpunktzahl 350 Punkte, die Minimalpunktzahl 12,5 Punkte beträgt. Normalerweise wird die Maximalpunktzahl von nicht mehr als zwei oder drei Schülern erreicht.
Sortiert nach den erreichten Punktzahlen werden jeweils zwei Listen – getrennt nach den Teilnehmern von Gymnasien (Marathonkategorie) sowie denen von anderen Schultypen (Sprinterkategorie) – pro Stufe erstellt. Diese umfassen eine Schul-, eine Landes- und eine Bundeswertung.
Zunächst erhalten alle Schüler unabhängig von der Punktzahl und Platzierung einen kleinen Preis und zusätzlich ein Diplom. Zusätzlich bekommen die besten Schüler einer Schule nach Altersstufe getrennt einen jährlich wechselnden weiteren Preis. Dies trifft auf etwa 30 bis 40 Prozent aller Schüler zu. Die bundeslandweit besten Teilnehmer bekommen neben einem weiteren Sondergewinn auch einen Superländerpokal. Auf Bundesebene bekommen die besten zehn einen weiteren Zusatzpreis, die Bundessieger stattdessen einen Big-Challenge-Meisterpokal.

## Internet
Das Internet Archive verzeichnet seit dem November 2000 einen Internetauftritt des französischen Big Challenges, kurz nachdem die Gesellschaft zum Wettbewerb gegründet wurde. Das Layout veränderte sich mehrere Male, der grobe Aufbau blieb jedoch bis 2008 gleich. In der Mitte erschien stets das Quizlogo – das ebenfalls erst 2004 in der heutigen Form entstand –, um das mehrere Unterpunkte zur Information angeordnet waren. Dazu kamen aktuelle Nachrichten beispielsweise zum Auswertungsstand und der 2003 eingeführte Internettest, bei dem hauptsächlich Fragen aus den früheren Austragungen gestellt wurden. Ähnlich den Wettbewerbsregularien wurden für die Antworten Punkte vergeben, das Ergebnis konnte in einem Highscore eingetragen werden. Das Trainingsquiz wurde allein zwischen September 2007 und Mai 2008 über eine Million Mal gespielt, davon entfiel ein Zehntel auf den Vortag des Big Challenges. Im Juni 2008 änderte sich das Layout der Website, der Inhalt blieb jedoch grundlegend der gleiche mit einigen Ergänzungen. So wurde der Big Challenge Club als Kommunikationsmöglichkeit für Schüler gegründet, zudem entstand der Teacher’s Club, in dem sich Lehrer auf das Quiz vorbereiten können. Der Internetauftritt ist in fünf Versionen abrufbar, jeweils eine speziell angepasste für die drei Austragungsländer Frankreich, Deutschland und Spanien sowie eine allgemeine auf Polnisch und Englisch.

## Sonstiges
- Laut der Website des Veranstalters[18] liegt das Hauptziel darin, einen pädagogischen Anreiz für Schüler zu geben und ihre Englischkenntnisse auf spielerische Weise zu verbessern. Dazu sei es wichtig, dass möglichst viele Schüler teilnehmen.
- Der Wettbewerb finanziert sich ausschließlich über die Teilnahmegebühr von 4 Euro, die jeder Schüler zur Anmeldung bezahlen muss.[13]
- Insgesamt nehmen in den beiden Jahrgangsstufen 5 und 6 mehr Schüler teil als in den Klassenstufen 7 und 8, so kamen fast 60 Prozent der deutschen Teilnehmer 2008 aus den unteren Jahrgängen.[2]